# Jesús Tirso Blanco

Bischofswappen von Jesús Tirso Blanco

Jesús Tirso Blanco SDB (* 3. Juni 1957 in Ramos Mejía, Argentinien; † 22. Februar 2022 in Verona, Italien) war ein argentinischer Ordensgeistlicher, Missionar und römisch-katholischer Bischof von Lwena in Angola.

## Leben
1975 trat Jesús Tirso Blanco in das Noviziat der Salesianer Don Boscos ein und legte am 31. Januar 1976 die zeitlichen Ordensgelübde ab. Er studierte Philosophie und Theologie am Studienzentrum seines Ordens in Buenos Aires, legte am 24. Januar 1982 die ewigen Gelübde ab und empfing am 28. September 1985 in São Justo die Priesterweihe. 1986 ging er in die Mission nach Angola. In der angolanischen Provinz der Kongregation war er zunächst in der Pfarrei São Pedro e São Paulo in Lwena tätig; zuerst als Pfarrvikar, dann ab 1988 als Pfarrer. Nach einigen Monaten in der salesianischen Gemeinschaft von Dondo wurde er 1991 Direktor der Niederlassung in Ndalatando und zugleich Pfarrer der dortigen Pfarrei Nossa Senhora Auxiliadora. 1996 wurde er zum Weiterstudium nach Rom beurlaubt, wo er das Lizenziat in Missionswissenschaft an der Päpstlichen Universität Gregoriana erwarb sowie jenes in Sozialer Kommunikation an der Päpstlichen Universität Urbaniana. Nachdem er 1998 nach Angola zurückgekehrt war, wurde er in die Gemeinschaft São Paulo in Luanda geschickt. Schließlich erhielt er das Amt des Koordinators der Jugendpastoral in der Provinz sowie des Direktors des Nationalen Sekretariats für Jugendpastoral der Angolanischen Bischofskonferenz. Im Jahr 2000 wurde er als Pfarrvikar der Gemeinschaft São José de Nazaré, ebenfalls in Luanda im Stadtviertel Lixeira, zugeteilt und wurde dort schließlich auch Pfarrer. Im Oktober 2005 war er Provinzialvikar und erneut Koordinator für Jugendpastoral in der Angolanischen Provinz der Salesianer Don Boscos.
Am 26. November 2007 ernannte ihn Papst Benedikt XVI. zum Bischof von Lwena in Angola. Der Erzbischof von Lubango, Zacarias Kamwenho, spendete ihm am 2. März 2008 die Bischofsweihe. Mitkonsekratoren waren der Erzbischof von Luanda, Damião António Franklin, und der Apostolische Nuntius in Angola, Erzbischof Giovanni Angelo Becciu. Am 9. März 2008 fand die Amtseinführung statt.
Als Bischof setzte er sich für die Verbesserung der Bildung, der Gesundheitsversorgung und der Transportwege auf dem Land ein. Er forderte die Schaffung kommunaler Selbstverwaltungen und kritisierte den von traditionellen Stammesautoritäten begünstigten Raubbau an den Wäldern der Region, an deren Erträgen die Bevölkerung zudem nicht beteiligt werde. Jesús Tirso Blanco starb nach längerer Krankheit in Verona in Italien.